# Mulualem Girma Teshale
Mulualem Girma Teshale (Ambo, 12 september 1987) is een Ethiopisch zwemmer. Hij vertegenwoordigde zijn land op de Olympische Zomerspelen 2012 in Londen in het onderdeel 50 meter vrije slag. Hij eindigde op een 57e plaats met een tijd van 28,99 seconden. 

## Belangrijkste resultaten
| Jaar | Olympische Spelen  | WK langebaan | WK kortebaan |
| ---- | ------------------ | ------------ | ------------ |
| 2012 | 57e 50m vrije slag |              |              |